# 高等学校相撲金沢大会
高等学校相撲金沢大会（こうとうがっこうすもうかなざわたいかい）は、石川県金沢市で毎年5月に開催される相撲の高等学校対抗の大会である。通称は高校相撲金沢大会、北國新聞社の主催事業として開催される。
国民スポーツ大会（国スポ）、全国高等学校総合体育大会（高校総体・インターハイ）、ならびに青森県十和田市・高知県高知市・大分県宇佐市で開催される各大会と並び、高校相撲の重要な大会として位置付けられている。

## 概要
当初は、金沢市金石海岸に特設された土俵で行われていたが、その後転々と会場を移し、1961年の第45回大会からは石川県卯辰山相撲場で行われている。
毎年、北信越を中心に全国から70数チームが選抜され集まる。石川県立金沢泉丘高等学校は、第1回から連続出場を続けているとされてきたが、金沢一中時代の1933-34年の2大会のみ出場していなかったことが判明し、連続出場記録は2016年の百回記念大会で98となった。

## 歴史
- 1915年（大正4年）：金沢市金石の特設相撲場を会場に第1回大会を開催[5]。当時は「学生角力大会」として開催[6]。
- 1944年（昭和19年）・1945年（昭和20年）：第2次世界大戦のため中止。
- 1949年（昭和24年）：学制改革に伴い大会形式を変更。団体・個人ともに新制高校のみの一部制となった。
- 1952年（昭和27年）：会場を平和台特設相撲場（現在の金沢市平和町付近）に移して開催。
- 1954年（昭和29年）：会場を石川県営兼六園野球場（現在の北陸電力会館 本多の森ホール）に移して開催。
- 1961年（昭和36年）：会場を現在の卯辰山相撲場に移して開催。
- 1966年（昭和41年）：第50回記念大会。常陸宮夫妻が観戦し、常陸宮賜杯が贈られるようになる[7]。
- 1986年（昭和61年）：第70回記念大会。当時、皇太子の息子であった浩宮が臨席。
- 2016年（平成28年）：第100回記念大会。秋篠宮文仁親王が臨席。
- 2020年（令和2年）：新型コロナウイルス感染症の感染拡大防止および新型インフルエンザ等対策特別措置法に基づく緊急事態宣言のため中止[8][9]。
- 2021年（令和3年）：10月10日に開催[1][10][11]。

## 競技
団体戦と個人戦の2競技が実施される。
- 団体戦：予選3回戦を行い、勝ち数・得点により優秀チームを選抜、トーナメント方式で優勝を競う。優勝校には「黒鷲旗」（くろわしき、石川県の県鳥イヌワシにちなむ）・常陸宮賜杯・内閣総理大臣杯・参議院議長杯などが贈られる。
- 個人戦：団体予選に全勝（3勝）した者でトーナメント戦を行う。優勝者には優勝旗・衆議院議長杯・文部科学大臣杯が授与される。
  - 個人戦の歴代優勝者には、元大関・武双山（第73回大会、1989年）、元大関・出島（第75回大会、1991年）、元大関・栃東（第77回大会、1993年）、元大関・琴光喜（第78回大会、1994年）、元大関・豪栄道（第87回大会、2003年）、元大関・貴景勝（第98回大会、2014年）などがいる。

## 大会成績
大会成績は以下のとおりとなっている。
| 回（年）         | 団体優勝                                           | 団体優勝             | 個人優勝                                   | 個人優勝                   |
| ---------------- | -------------------------------------------------- | -------------------- | ------------------------------------------ | -------------------------- |
| 第1回（1915年）  | 少年・金沢二中 中年・金沢二中 青年・石川師範       | 石川                 | 少年・堀俊雄 中年・山崎義光 青年・宮丸忠茂 | 金沢二中 金沢二中 石川師範 |
| 第2回（1916年）  | 少年・金沢一中 青年・金沢医専                      | 石川                 | 少年・木谷俊二 青年・西川義男              | 金沢一中 金沢医専          |
| 第3回（1917年）  | 中年・金沢一中                                     | 石川                 | 第3回～第11回個人優勝なし                  | 第3回～第11回個人優勝なし  |
| 第4回（1918年）  | 1部・金沢商 2部・金沢医専                          | 石川                 | 第3回～第11回個人優勝なし                  | 第3回～第11回個人優勝なし  |
| 第5回（1919年）  | 1部・金沢一中 2部・金沢二中                        | 石川                 | 第3回～第11回個人優勝なし                  | 第3回～第11回個人優勝なし  |
| 第6回（1920年）  | 1部・七尾中 2部・松任農                            | 石川                 | 第3回～第11回個人優勝なし                  | 第3回～第11回個人優勝なし  |
| 第7回（1921年）  | 1部・石川師範 2部・松任農                          | 石川                 | 第3回～第11回個人優勝なし                  | 第3回～第11回個人優勝なし  |
| 第8回（1922年）  | 1部・七尾中 2部・七尾中                            | 石川                 | 第3回～第11回個人優勝なし                  | 第3回～第11回個人優勝なし  |
| 第9回（1923年）  | 1部・松任農 2部・松任農                            | 石川                 | 第3回～第11回個人優勝なし                  | 第3回～第11回個人優勝なし  |
| 第10回（1924年） | 1部・七尾中 2部・七尾中                            | 石川                 | 第3回～第11回個人優勝なし                  | 第3回～第11回個人優勝なし  |
| 第11回（1925年） | 1部・石川師範 2部・七尾中                          | 石川                 | 第3回～第11回個人優勝なし                  | 第3回～第11回個人優勝なし  |
| 第12回（1926年） | 1部・石川師範 2部・金沢高工                        | 石川                 | 1部・平野清 2部・山田正治                  | 七尾中 金沢高工            |
| 第13回（1927年） | 中等・七尾中 専門・福井高工                        | 石川 福井            | 中等・平野清 専門・能和武雄                | 七尾中 福井高工            |
| 第14回（1928年） | 中等・石川師範 専門・長岡高工                      | 石川 新潟            | 中等・本島正雄 専門・新谷幸松              | 羽咋中 金沢薬専            |
| 第15回（1929年） | 中等・石川師範 専門・長岡高工                      | 石川 新潟            | 中等・青木重信 専門・長沢末七              | 七尾商 長岡高工            |
| 第16回（1930年） | 中等・七尾中 専門・福井高工                        | 石川 福井            | 中等・大垣良則 専門・沖正勝                | 金沢三中 福井高工          |
| 第17回（1931年） | 中等・石川師範 専門・高岡高商                      | 石川 富山            | 中等・南清 専門・大寺栄作                  | 七尾中 高岡高商            |
| 第18回（1932年） | 中等・羽咋中 専門・金沢高工                        | 石川                 | 中等・佐藤貞一 専門・卯西外次              | 新潟師範 金沢高工          |
| 第19回（1933年） | 中等・石川師範 専門・七尾中                        | 石川                 | 中等・金谷欣一 専門・高崎清一              | 七尾中 金沢高工            |
| 第20回（1934年） | 中等・石川師範 専門・名古屋高商                    | 石川 愛知            | 中等・金谷又八郎 専門・北岡芳雄            | 石川師範 名古屋高商        |
| 第21回（1935年） | 少年・七尾商 青年・愛知一中 専門・金沢高工         | 石川 愛知 石川       | 中等・徳本猛夫 専門・包国 祐雄             | 七尾商 金沢高工            |
| 第22回（1936年） | 少年・小松中 青年・松任農 専門・同志社高商         | 石川 石川 京都       | 青年・町居美義 専門・角屋実                | 石川師範 同志社高商        |
| 第23回（1937年） | 少年・愛知一中 青年・七尾商 専門・石川師範二部専攻 | 愛知 石川            | 青年・能美(有江)永作 専門・鳥山五月        | 七尾商 高岡高商            |
| 第24回（1938年） | 少年・金沢商 青年・飯田中 専門・石川師範二部専攻   | 石川                 | 青年・山井一郎 専門・河野英雄              | 飯田中 金沢高工            |
| 第25回（1939年） | 少年・金沢一中 青年・飯田中 専門・石川師範二部専攻 | 石川                 | 青年・車永松 専門・浜田重三郎              | 松任農 石川師範            |
| 第26回（1940年） | 少年・金沢二中 青年・氷見中 専門・金沢高工         | 石川 富山 石川       | 青年・林茂樹 専門・増田美視                | 岐阜商 長岡高工            |
| 第27回（1941年） | 少年・岐阜商 青年・飯田中 専門・関学予科           | 岐阜 石川 兵庫       | 青年・堀岡慶四郎 専門・増田美視            | 七尾商 長岡高工            |
| 第28回（1942年） | 少年・金沢一中 青年・松任農 専門・金沢高工         | 石川                 | 青年・角弘 専門・増田美視                  | 宇出津水産 長岡高工        |
| 第29回（1943年） | 少年・七尾商 青年・飯田中                          | 石川                 | 青年・松田(西田)正                         | 松任農                     |
| （1944年）       | 太平洋戦争のため中止                               | 太平洋戦争のため中止 | 太平洋戦争のため中止                       | 太平洋戦争のため中止       |
| （1945年）       | 太平洋戦争のため中止                               | 太平洋戦争のため中止 | 太平洋戦争のため中止                       | 太平洋戦争のため中止       |
| 第30回（1946年） | 少年・輪島中 青年・金沢中                          | 石川                 | 青年・西谷敏夫                             | 石川工                     |
| 第31回（1947年） | 1部・新潟商 2部・紅陵大                            | 新潟 東京            | 1部・板谷梅之助 2部・吉井朋一郎            | 三国中 紅陵大              |
| 第32回（1948年） | 1部・飯田 2部・関西学院                            | 石川 兵庫            | 1部・工清光 2部・中津嘉昭                  | 小松 関西学院              |

| 回（年）          | 団体優勝     | 団体優勝 | 個人優勝       | 個人優勝     |
| ----------------- | ------------ | -------- | -------------- | ------------ |
| 第33回（1949年）  | 羽咋         | 石川     | 山田好治       | 関西学院     |
| 第34回（1950年）  | 新潟南       | 新潟     | 武田健一       | 高知農業     |
| 第35回（1951年）  | 高知商業     | 高知     | 釜原一臣       | 高知工業     |
| 第36回（1952年）  | 七尾実業     | 石川     | 砂川清         | 帝京         |
| 第37回（1953年）  | 新潟商業     | 新潟     | 岡田義行       | 板野         |
| 第38回（1954年）  | 金足農業     | 秋田     | 中尾三郎       | 和歌山商業   |
| 第39回（1955年）  | 高知工業     | 高知     | 早川 紀夫      | 高知工業     |
| 第40回（1956年）  | 三本木農業   | 青森     | 島崎正隆       | 高知工業     |
| 第41回（1957年）  | 須崎工業     | 高知     | 岡崎憲史       | 須崎工業     |
| 第42回（1958年）  | 七尾実業     | 石川     | 森尾正稔       | 南部         |
| 第43回（1959年）  | 江差         | 北海道   | 大澤康博       | 七尾実業     |
| 第44回（1960年）  | 中京商業     | 愛知     | 須磨敏雄       | 金足農業     |
| 第45回（1961年）  | 早稲田実業   | 東京     | 武藤弘         | 金沢         |
| 第46回（1962年）  | 早稲田実業   | 東京     | 高羽基之       | 早稲田実業   |
| 第47回（1963年）  | 報徳学園     | 兵庫     | 水本（能上）宏 | 泉丘         |
| 第48回（1964年）  | 名電工       | 愛知     | 香川丈二       | 福野         |
| 第49回（1965年）  | 大鉄         | 大阪     | 竹内晋作       | 名電工       |
| 第50回（1966年）  | 熊本農業     | 熊本     | 東守           | 箕島         |
| 第51回（1967年）  | 箕島         | 和歌山   | 荒瀬英生       | 高知         |
| 第52回（1968年）  | 報徳学園     | 兵庫     | 舛田茂         | 七尾商業     |
| 第53回（1969年）  | 高知工業     | 高知     | 舛田茂         | 七尾商業     |
| 第54回（1970年）  | 能生水産     | 新潟     | 三浦武正       | 五所川原農林 |
| 第55回（1971年）  | 高知         | 高知     | 谷嗣弘         | 新宮         |
| 第56回（1972年）  | 高知         | 高知     | 国見須賀雄     | 高知         |
| 第57回（1973年）  | 中京         | 愛知     | 平野展秀       | 中京         |
| 第58回（1974年）  | 石川水産     | 石川     | 小谷一美       | 南部         |
| 第59回（1975年）  | 南部         | 和歌山   | 小谷一美       | 南部         |
| 第60回（1976年）  | 三本木農業   | 青森     | 平館秀伸       | 三本木農業   |
| 第61回（1977年）  | 富士宮北     | 静岡     | 渡辺英仁       | 富士宮北     |
| 第62回（1978年）  | 鹿児島商工   | 鹿児島   | 東裕次郎       | 中京         |
| 第63回（1979年）  | 弘前実業     | 青森     | 小野誠         | 弘前実業     |
| 第64回（1980年）  | 明大中野     | 東京     | 神直人         | 弘前実業     |
| 第65回（1981年）  | 鰺ヶ沢       | 青森     | 柳原清龍       | 鰺ヶ沢       |
| 第66回（1982年）  | 明大中野     | 東京     | 久嶋啓太       | 新宮         |
| 第67回（1983年）  | 明大中野     | 東京     | 橋本洋         | 明大中野     |
| 第68回（1984年）  | 明大中野     | 東京     | 山崎直樹       | 金沢         |
| 第69回（1985年）  | 拓大紅陵     | 千葉     | 林正人         | 箕島         |
| 第70回（1986年）  | 五所川原農林 | 青森     | 伊藤淳         | 金足農業     |
| 第71回（1987年）  | 木造         | 青森     | 成田晴樹       | 弘前実業     |
| 第72回（1988年）  | 明大中野     | 東京     | 室谷弘樹       | 金沢市工     |
| 第73回（1989年）  | 明大中野     | 東京     | 尾曽武人       | 水戸農業     |
| 第74回（1990年）  | 明大中野     | 東京     | 加藤耕市       | 目黒         |
| 第75回（1991年）  | 金沢市工     | 石川     | 出島武春       | 金沢市工     |
| 第76回（1992年）  | 金沢市工     | 石川     | 安本栄来       | 明大中野     |
| 第77回（1993年）  | 弘前実業     | 青森     | 志賀太祐       | 明大中野     |
| 第78回（1994年）  | 金沢市工     | 石川     | 田宮啓司       | 鳥取城北     |
| 第79回（1995年）  | 金沢市工     | 石川     | 平野正人       | 金沢市工     |
| 第80回（1996年）  | 南部         | 和歌山   | 宮坂伸一郎     | 金沢市工     |
| 第81回（1997年）  | 交野         | 大阪     | 内田水         | 文徳         |
| 第82回（1998年）  | 文徳         | 熊本     | 横山英希       | 岡山理大附   |
| 第83回（1999年）  | 埼玉栄       | 埼玉     | 磯部洋之       | 沼津学園     |
| 第84回（2000年）  | 明徳義塾     | 高知     | 塩野剛士       | 愛工大名電   |
| 第85回（2001年）  | 明徳義塾     | 高知     | 吉田勝雄       | 文徳         |
| 第86回（2002年）  | 埼玉栄       | 埼玉     | 市原孝行       | 埼玉栄       |
| 第87回（2003年）  | 金沢市工     | 石川     | 澤井豪太郎     | 埼玉栄       |
| 第88回（2004年）  | 金沢市工     | 石川     | 影山雄一郎     | 明徳義塾     |
| 第89回（2005年）  | 明徳義塾     | 高知     | 立野卓         | 明徳義塾     |
| 第90回（2006年）  | 埼玉栄       | 埼玉     | 佐久間貴之     | 埼玉栄       |
| 第91回（2007年）  | 富山商業     | 富山     | 中出雄真       | 金沢市工     |
| 第92回（2008年）  | 金沢学院東   | 石川     | 遠藤聖大       | 金沢学院東   |
| 第93回（2009年）  | 鳥取城北     | 鳥取     | 中出雄真       | 金沢市工     |
| 第94回（2010年）  | 埼玉栄       | 埼玉     | 坂元元規       | 鹿児島商業   |
| 第95回（2011年）  | 鳥取城北     | 鳥取     | 木﨑信志       | 鳥取城北     |
| 第96回（2012年）  | 海洋         | 新潟     | 小山内力樹     | 埼玉栄       |
| 第97回（2013年）  | 鳥取城北     | 鳥取     | 黒川宏次朗     | 金沢学院東   |
| 第98回（2014年）  | 金沢市工     | 石川     | 佐藤貴信       | 埼玉栄       |
| 第99回（2015年）  | 金沢市工     | 石川     | 城山聖羅       | 金沢市工     |
| 第100回（2016年） | 埼玉栄       | 埼玉     | 菅野陽太       | 箕島         |
| 第101回（2017年） | 埼玉栄       | 埼玉     | 羽出山将       | 足立新田     |
| 第102回（2018年） | 埼玉栄       | 埼玉     | 花田秀虎       | 和歌山商     |
| 第103回（2019年） | 鳥取城北     | 鳥取     | 花田秀虎       | 和歌山商     |
| 第105回（2021年） | 鳥取城北     | 鳥取     | 手計太希       | 埼玉栄       |
| 第106回（2022年） | 鳥取城北     | 鳥取     | 篠侑磨         | 金沢学院大附 |
| 第107回（2023年） | 箕島         | 和歌山   | 五十嵐翔       | 高岡向陵     |
| 第108回（2024年） | 鳥取城北     | 鳥取     | 西村和真       | 鳥取城北     |
| 第109回（2025年） | 鳥取城北     | 鳥取     | 井上泰我       | 鳥取城北     |

## 放送

### テレビ中継
テレビでの中継は、1985年までは北陸放送が担当していたが、翌年から1989年まではテレビ中継が行われなかった。1990年にテレビ金沢が開局してからは同局によるテレビ中継が行われている。近年はhuluでも完全生中継されている。1970年代には、NET(現・テレビ朝日)系列でも全国中継された。
テレビ金沢での放送
2021年10月10日は以下のとおりで放送。
- 上沼・高田のクギズケ!（11:40 - 12:35、読売テレビ・中京テレビと同時放送。番組は2022年3月で打ち切り）：休止
  - 第1部として12時まで放送。12時から12時30分までは『黄色いサンパチ』を放送（日本テレビで2021年3月25日深夜放送分[22]）。
- モヤモヤさまぁ〜ず2（12:35 - 13:30）：5分前倒しして放送
- そこまで言って委員会NP（13:30 - 15:00）：通常放送
- 中京テレビ・ブリヂストンレディスオープン（15:00 - 16:25）
- ウチのガヤがすみません!（16:25 - 17:25、再放送）：休止
  - 16:35 - 17:30に第2部を放送。
- 北國新聞ニュース（17:25 - 17:30）：繰り上げ放送（16:30 - 16:35）

なお、2022年時点は以下の編成となっている。
- お天気です。（11:40 - 11:45）
- スクール革命!（11:45 - 12:45）
- しろめし修行僧（12:45 - 13:30）
- そこまで言って委員会NP（13:30 - 15:00）
- モヤモヤさまぁ〜ず2（15:00 - 15:55）
- ゆるキャン△（15:55 - 16:25）
- ヒューマングルメンタリー オモウマい店（16:25 - 17:25、再放送）
- 北國新聞ニュース（17:25 - 17:30）

金沢ケーブルでの放送
金沢ケーブルでは、コミュニティチャンネルの「北國新聞ニュース・プラス」で試合終了まで放送される。

### ラジオ中継
1997年からはラジオでの中継も実施。ラジオかなざわの制作でラジオこまつ・ラジオななおにもネットされてきたが、2010年実施の大会でラジオ中継は終了。2011年以降は通常編成での放送が行われている。